# 黃點茴魚
黃點茴魚，為輻鰭魚綱鮭形目鮭科的其中一種，為溫帶淡水魚，分布於俄羅斯阿穆爾河至鄂霍次克海、韃靼海峽沿岸淡水、半鹹水流域，棲息在底中層水域，屬雜食性，成群活動，會進行洄游，生活習性不明。

## 擴展閱讀
維基物種上的相關：黃點茴魚